# Генета абісинська
Генета абісинська (Genetta abyssinica) — вид хижих ссавців з родини Віверові (Viverridae).

## Опис
Середніх розмірів тварина з довжиною голови й тіла від 40 до 50 см, довжина хвоста від 38 до 45 см і вагою 1,3–2 кг. Шерсть коротка і груба. Колір тіла рівномірно піщаний. Є темна смуга на спині, від плечей до основи хвоста і плями по боках. Плями першого ряду з'єднані одна з одною, щоб сформувати безперервну неправильну лінію. Кінчик хвоста чорного кольору.

## Поширення
Вид нерівномірно розподілений в Ефіопії, північній частині Сомалі, Еритреї, Джибуті і південно-східній частині Судану. Є спостереження тварин до 3750 м в горах Ефіопії. Зустрічається в широкому діапазоні висотних й екологічних середовищ проживання, від прибережних рівнин і відкритих сухих рівнин до гірських вересових пустищ і африканських альпійських лук.

## Загрози та охорона
Загрози не ясні, однак втрата місць проживання і тиск випасу худоби, здається, є такими загрозами. У Ефіопії тільки три національні парки, швидше за все, підтримують чисельність ефіопських генет: Янгуді-Расса (англ. Yangudi-Rassa), Аваш (англ. Awash) і Сімієнський (англ. Simien Mountains) національний парк.